# Brahmina kabulicus
Brahmina kabulicus är en skalbaggsart som beskrevs av Nikolajev och Kabakov 1980. Brahmina kabulicus ingår i släktet Brahmina och familjen Melolonthidae. Inga underarter finns listade.